# (3134) Kostinsky
(3134) Kostinsky est un astéroïde de la ceinture principale et plus spécifiquement du groupe de Hilda.

## Description
(3134) Kostinsky est un astéroïde du groupe de Hilda. Il présente une orbite caractérisée par un demi-grand axe de 3,98 UA, une excentricité de 0,22 et une inclinaison de 7,6° par rapport à l'écliptique.

## Compléments